# Walt Disney Animation Studios
Walt Disney Animation Studios (WDAS), også kendt som Disney Animation, er et amerikansk animationsstudie, som producerer animerede spillefilm og kortfilm for The Walt Disney Company. Studiet blev grundlagt den 16. oktober 1923 af brødrene Walt Disney og Roy O. Disney, og er et af ældste animationsstudier i verdenen. Det fungerer i øjeblikket som en underafdeling til Walt Disney Studios og har dets hovedkvarter placeret i Roy E. Disney Animation Building på Walt Disney Studios-området i Burbank, Californien. Siden dets grundlæggelse har studiet produceret 59 animerede spillefilm, fra Snehvide og de syv små dværge (1937) til Raya og den sidste drage (2021), og hundredevis af kortfilm. Studiets logo er fra en scene i studiets allerførste korte tegnefilm med lyd, Steamboat Willie.
Studiet blev grundlagt under navnet Disney Brothers Cartoon Studio i 1923, skiftede navn til Walt Disney Studio i 1926 og blev inkorporeret som Walt Disney Productions i 1929. Studiet lavede i begyndelsen udelukkede korte tegnefilm indtil det i 1934 blev udvidet til også at producere spillefilm, hvilket i 1937 resulterede i udgivelsen af filmen Snehvide og de syv små dværge, som var en af de verdenens første tegnefilm i spillefilmslængde og den første af sin slags i USA.
I 1986, under en stor selskabsrestrukturering, skiftede Walt Disney Productions, som var vokset fra at bestå af et énkelt animationsstudie til at være et internationalt multimedieselskab, navn til The Walt Disney Company, og selve animationsstudiet fik navnet Walt Disney Feature Animation for at kunne differentieres fra andre underafdelinger i selskabet. Studiets nuværende navn, Walt Disney Animation Studios, kom til i 2007, da Disney året før havde opkøbt animationsstudiet Pixar Animation Studios og dermed forsøgte at streamline studiernes navne.
Igennem meget af dets levetid, er studiet blev anset som det fremmeligste animationsstudie i USA; studiet udviklede mange af de teknikker, koncepter og principper, som siden er blevet standard praksis indenfor traditionel animation. Studiet pioneerede også med deres metode indenfor storyboarding, som nu er standard procedure ved både animations- og live-action-filmproduktion. Studiets portefølje af animerede spillefilm anses som Disneys mest værdifulde aktiv, med mange af de oprindelige korte tegnefilms hovedpersoner - Mickey Mouse, Minnie Mouse, Anders And, Andersine And, Fedtmule og Pluto - værende blevet velkendte figurer i populærkulturen og fungerende som maskotter for hele The Walt Disney Company og dets underafdelinger.